# Der Dieb (1918)
Der Dieb ist ein deutsches Stummfilmdrama aus dem Jahre 1918 des Ehepaars Rosa Porten und Franz Eckstein mit Wanda Treumann in der Hauptrolle.

## Handlung
Nelly und Curt  von Stammer sind glücklich verheiratet. Als das Ehepaar von Baron von Lancken auf dessen Schloss zu einem längeren Aufenthalt eingeladen wird, treibt Nelly die „ungemein wichtige“ Frage um, was sie denn bloß zu diesem Anlass auf dem edlen und prunkvollen Anwesen anziehen soll. Man will ja nicht wie arme Leute aussehen, und da Gatte Curt als einfacher Assessor nicht über ein üppiges Gehalt verfügt, kann Nellys „Toilette“, wie es damals hieß, eigentlich nur bescheiden ausfallen. Doch da sie sich keine Blöße geben will, bestellt Nelly kurzerhand auf Pump Kleider und Roben aus dem Modehaus Rößler und Holtz und stellt dafür Wechsel aus. Das Ehepaar von Stammer beginnt, eine wunderschöne Zeit auf dem Schloss zu verleben und nimmt an prachtvollen Ereignissen teil. Die eingeladenen Herren gerieren sich als ritterliche Kavaliere, die die Damen der Gesellschaft umgarnen und mit Komplimenten überschütten. Vor allem Nelly steht im Mittelpunkt allgemeiner männlicher Bewunderung. Curt ist daher sehr stolz darauf, so eine begehrte Gattin zu haben. Von Lanckens halbwüchsiger Sohn Hellmuth scheint besonders ein Auge auf Nelly geworfen zu haben und macht ihr Avancen, aber die verheiratete Dame lässt den schmächtigen Jüngling, der eher ihr wie ein Knabe erscheint, abblitzen.
Drei Monate sind vergangen, und nun werden die Wechsel für die Kleider fällig. Clothilde Rößler, die Chefin des von Nelly kontaktierten Modehauses, drängt auf die Bezahlung und will von einer von Nelly erbetenen Stundung der Summe nichts wissen. Nelly hat große Angst davor, ihrem Gatten Curt, der von der Kleider-Finanzierung seiner Frau nichts weiß, reinen Wein einzuschenken. Aus dieser Not heraus wird Nelly zur Diebin und bestiehlt ihre Gastgeber von Lancken. Dadurch gerät dessen Sohn Hellmuth in den Verdacht, der Dieb zu sein, zumal dessen Nachstellungen Nelly gegenüber seitdem nicht nachgelassen haben. Einen Liebesbrief nach dem anderen lässt der junge Mann der reifen Ehefrau eines Anderen zukommen. Hellmuth weist jedoch den Verdacht entrüstet von sich, nimmt aber, liebestoll wie er ist, die Schuld auf sich, als Nelly ihn darum bittet. Als Gatte Curt den Rest des gestohlenen Geldes in der Wäsche seiner Frau entdeckt, gesteht diese ihm alles. Ehe sich Hellmuth ins Ausland absetzen muss, um nicht ins Gefängnis zu wandern, gesteht Nelly den Diebstahl. Um abzuwarten, bis Gras über die Sache gewachsen ist, beschließen nunmehr stattdessen Nelly und Curt von Stammer, für einige Zeit ins Ausland zu gehen.

## Produktionsnotizen
Der Dieb entstand zum Jahresende 1917/Jahresbeginn 1918, passierte die Filmzensur im Februar 1918 und wurde im selben Monat in Berlins Passagetheater uraufgeführt. Die Länge des Vierakters betrug 1229 Meter.
Dieser Film war der fünfte der Wanda-Treumann-Reihe 1917/18.

## Kritik
In Wiens Neue Kino-Rundschau heißt es: „Wanda Treumann, die ihre Kunst diesmal wieder so ganz ins rechte Licht setzen konnte, gab mit blendender Eleganz und bezaubernder Verve die Ehegattin, die aus Liebe zu ihrem Mann … eine leichtsinnige, verhängnisvolle Tat nach der anderen begeht … Inszenierung und Fotografie sind mustergültig, ein vortrefflicher Film!“

## Einzelnachweis
1. ↑  „Der Dieb“. In: Neue Kino-Rundschau, 6. Juli 1918, S. 12 (online bei ANNO).